# Dimbelenge (territoire)
Le territoire de Dimbelenge est un territoire de la province du Kasaï central en république démocratique du Congo.

## Géographie
Il s'étend au nord-est de la province.

## Histoire
Le mot dimbelenge vient d'un arbre de la région: les feuilles de cet arbre servaient à soigner une maladie cutanée appelée « dioto ». Les feuilles sont broyées et appliquées sur la peau du malade.
Avant la réforme administrative de 2015, il fait partie du district de la Lulua.

## Commune
Le territoire compte une commune rurale de moins de 80 000 électeurs.
- Dimbelenge, (7 conseillers municipaux)

## Secteurs
Il est divisé en 5 secteurs :
- Kunduyi
- Lubi
- Lubudi
- Lukibu
- Mashala